# Неџад Салковић
Неџад Салковић (Тузла, 6. јануар 1941) југословенски је интерпретатор севдалинке.

## Биографија
Рођен је у Тузли, 6. јануара 1941. године, од оца Заима и мајке Сахбе Имширагић.

### Каријера

#### Почеци
Песмом, посебно севдалинком, почео је да се бави од ране младости.
С непуних 18 година, 1. априлa 1958. године, први пут наступа на Радио Тузли, представивши се традиционалном севдалинком Омер-беже на кули сјеђаше. Од тада напредује у каријери.

#### Дискографија
Снимио је преко 60 албума током 60-годишње каријере, објављених на разним врстама носача звука. Његов највећи хит у дискографској каријери је песма Не клепећи нанулама.

#### Успеси
Неџад Салковић је добитник преко 30 фестивалних награда, поневши истовремено и низ сребрних, платинастих и дијамантних плоча за свој дискографски успех. Од осталих награда издвајају се:
- Естрадна награда Југославије 1986. године;
- Естрадна награда Босне и Херцеговине.

Такође је добитник великог броја друштвених признања, међу којима су:
- Октобарска плакета града Тузле 1982. и 1999. године;
- Орден братства и јединства са златним венцем 1987. године.

Појављивао се у бројним телевизијским емисијама. Учествовао је у пројекту РТС Најлепше народне песме, а ови наступи се објављују на Јутјуб каналу.

## Фестивали
- 1966. Илиџа — Ој, Иване (дует са Надеждом Цмиљанић), '66
- 1967. Илиџа — Растанак (алтернација са Зехром Деовић), друга награда стручног жирија
- 1967. Илиџа — Са тугом пролазе дани (алтернација са Бебом Селимовић), '67
- 1968. Београдски сабор — Фикрета
- 1968. Илиџа — Ах љубав, љубав, прва награда жирија и друга награда публике, победничка песма
- 1968. Илиџа — Ноћас нек' се пјева
- 1969. Песма '69 (у склопу фестивала Београдско пролеће) - Давно, давно
- 1969. Илиџа — Иди, мене остави
- 1969. Београдски сабор — Врати ми моје мирне дане
- 1970. Југословенски избор за Евросонг - Чуј ме, Београд '70
- 1970. Београдски сабор — Знам да те више нема
- 1970. Илиџа — Хеј, крчмару
- 1971. Београдски сабор — Ђурђија
- 1972. Илиџа — Ашиклија
- 1972. Београдски сабор — Сретан и без ње
- 1973. Београдски сабор — Увела ружа
- 1973. Илиџа — Мој соколе
- 1974. Београдски сабор — Ти у срцу растеш мом
- 1974. Илиџа — Ђули Стана, друга награда публике и друга награда жирија
- 1975. Београдски сабор — Кад срце гори
- 1976. Београдски сабор — Иди, иди
- 1976. Илиџа — Била је љубав
- 1978. Хит парада — Воли ме драга, воли ме ти
- 1979. Хит парада — Босна пјева и пјеваће
- 1983. Хит парада — Не клепећи нанулама
- 1984. МЕСАМ — Јесен у врту мом
- 1985. Хит парада — Јесен у врту мом
- 1986. МЕСАМ — Запјеваћу севдалинке
- 1987. Хит парада — Имам само пјесму
- 1996. Илиџа — Аман јараби (Разбоље се Атлагића Злата), трећа награда публике, прва награда стручног жирија, прва награда за интерпретацију (дели је са Хасибом Агић), награда за аранжман и специјална награда Радија Хајат босански газија за афирмацију босанке културе
- 2008. Илиџа — Ах љубав, љубав / Не клепећи нанулама (Вече легенди фестивала)
- 2013. Илиџа — Мој соколе / Ноћас нек' се пјева (Вече Све љепоте Илиџанских фестивала)
- 2020. Илиџа — Јесен у врту мом (Вече великана народне музике)
- 2023. Илиџа - Ђули Стана / Ах љубав, љубав, ревијално вече фестивала

## Приватни живот
Колеге су га често звале принцем севдаха.
Био је оптужен за злочине над српским војницима ЈНА у Тузли; ослобођен је ових оптужби (према бањалучком Основном суду).